# Onthophagus pseudobrutus
Onthophagus pseudobrutus là một loài bọ cánh cứng trong họ Bọ hung (Scarabaeidae).